# Lista över socknar i Bohuslän
Det här är en lista över socknar i Bohuslän. Socknarna är ordnade efter härad. Kursiv stil utmärker de socknar som inte fanns när landskommunerna infördes 1863. Socknar satta inom parentes upphörde före 1863.

## Socknar per härad
|  | - Mo socken - Naverstads socken |  | - Forshälla socken - Grinneröds socken - Ljungs socken - Resteröds socken                                  |  | - Hålta socken - Jörlanda socken - Norums socken - Solberga socken - Spekeröds socken - Ucklums socken - Ödsmåls socken |
|  | - Harestads socken - Kareby socken - Lycke socken - Romelanda socken - Torsby socken - Ytterby socken                                         |  | - Hjärtums socken - Västerlanda socken                                                                     |  | - Bottna socken - Kville socken - Svenneby socken                                                                       |
|  | - Bokenäs socken - Bäve socken - Dragsmarks socken - Herrestads socken - Högås socken - Lane-Ryrs socken, även Norra Ryr. - Skredsviks socken |  | - Mollösunds socken - Morlanda socken - Röra socken - Skaftö socken - Tegneby socken                       |  | - Långelanda socken - Myckleby socken - Stala socken - Torps socken                                                     |
|  | - Brastads socken - Bro socken, Bohuslän - Lyse socken - Lysekils köping                                                                      |  | - Askums socken - Bärfendals socken - Gravarne socken, tidigare även kallad Gustav Adolf. - Tossene socken |  | - Hede socken - Krokstads socken - Sanne socken                                                                         |
|  | - Lurs socken - Tanums socken |  | - Klövedals socken - Stenkyrka socken - Valla socken                                                       |  | - Foss socken - Håby socken - Svarteborgs socken - (Tose socken)                                                        |
|  | - Hogdals socken - Lommelands socken - Näsinge socken - Skee socken - Tjärnö socken                                                           |  | - Backa socken - Björlanda socken - Rödbo socken - Säve socken - Torslanda socken - Öckerö socken          |  | |